# Serbski powědar a kurěr
Serbski powědar a kurěr (в.-луж. Серболужицкий рассказчик и курьер) — общественно-политическая ежемесячная газета на верхнелужицком языке, выходившая с 1809 по 1812 года в Будишине. Газету издавал серболужицкий журналист и писатель Ян Богухвал Дейка (1779—1853).
Целью газеты было культурное и политическое возрождение серболужицкого народа. На страницах газеты публиковались статьи, касавшиеся различных политических и культурных вопросов того времени. Газета несколько раз меняла своё название. В первом номере газеты Ян Богухвал Дейка поместил программное заявление о целях газеты, в котором обещал давать объяснение политической ситуации в Европе.
В связи с ужесточившейся цензурой издание газеты прекратилось в апреле 1812 года.